# Enass Muzamel
Enass Muzamel (en árabe: ايناس مزمل‎; 1981-4 de febrero de 2024) fue una activista por los derechos humanos y activista por la democracia sudanesa. Después de desempeñar un destacado papel organizador durante la revolución sudanesa, cofundó Madaniya, una organización de consolidación de la paz, y fue su directora hasta su muerte en 2024.

## Primeros años de vida
Muzamel nació y creció en Sudán. Su padre murió cuando ella tenía 13 años y ella y sus seis hermanas fueron criadas por su madre. Muzamel se formó como profesional del desarrollo y durante un tiempo se ofreció como voluntaria para las Naciones Unidas.

## Activismo

### Iniciativa de mujeres ciclistas sudanesas
En 2017, Muzamel estableció la Iniciativa de Mujeres Ciclistas Sudanesas, que promovió la participación de las mujeres en deportes al aire libre, así como su acceso a los espacios públicos. En 1991, el entonces presidente de Sudán, Omar al Bashir, había promulgado leyes de orden público basadas en su interpretación de la sharía, que prohibía a las mujeres usar pantalones; además, existía la creencia cultural de que andar en bicicleta haría que las mujeres perdieran la virginidad. Muzamel afirmó que el régimen de al Bashir utilizó sus credenciales religiosas para limitar las críticas, pero que la mayoría de los sudaneses eran más moderados y aceptaban que las mujeres anduvieran en bicicleta y participaran en deportes, aunque informaron cierto acoso, principalmente por parte de hombres, durante los paseos en bicicleta.
La Iniciativa de Ciclistas Sudanesas se reunía semanalmente en un parque en el centro de Jartum y en 2018 contaba con más de 50 miembros. Muzamel recibió apoyo práctico y financiero de la Federación de Ciclismo de Sudán y de la embajada holandesa. Una mujer del grupo se convirtió en la primera conductora de reparto de Jartum.

### Revolución sudanesa y fundación de Madaniya
Durante la revolución sudanesa, Muzamel recaudó fondos, movilizó a mujeres y participó en protestas. La revolución finalmente condujo al derrocamiento de Omar al Bashir. Tras la revolución, en 2019 fundó Madaniya (en árabe: مدنية‎, lit. 'gobierno civil'), una organización que coordina la participación cívica, la promoción de base y el apoyo en crisis para mujeres y niñas. A través de Madaniya, Muzamel a menudo apoyó a las sobrevivientes de violaciones, incluso garantizando su acceso a atención posviolación, incluso mediante la distribución de kits de violación. El apoyo a los supervivientes fue a menudo deficiente debido a la escasez de medicamentos y otros servicios en todo el país, así como a que el aborto era ilegal según la ley sudanesa, lo que llevó a las mujeres a utilizar métodos tradicionales, incluidas duchas vaginales con hierbas. En 2021, Muzamel participó en protestas tras el golpe de Estado contra Abdalla Hamdok por parte de las Fuerzas Armadas de Sudán y las Fuerzas de Apoyo Rápido durante la transición de Sudán a la democracia, y pidió públicamente al ejército que abandonara la política sudanesa.

### Guerra en Sudán
Tras el estallido del conflicto entre las Fuerzas Armadas de Sudán y las Fuerzas de Apoyo Rápido en abril de 2023, Muzamel fue desplazada de su casa en Jartum. Posteriormente, ella y dos de sus hermanas fueron evacuadas a Adís Abeba, Etiopía, con el apoyo del Comité de Servicio de Amigos Americanos. Muzamel se ha mostrado crítica con que se tache el conflicto de guerra civil, afirmando que fue entre dos facciones y no tuvo nada que ver con el pueblo sudanés, que estaba sufriendo a consecuencia de ello; pidió públicamente un alto el fuego y un acuerdo de paz mediante un proceso de negociación inclusivo. Calificó tanto a las Fuerzas Armadas de Sudán como a las Fuerzas de Apoyo Rápido de «terroristas» y las acusó de cometer crímenes contra la humanidad, y pidió a los gobiernos internacionales que impongan sanciones a ambas partes e inicien una campaña de reconstrucción en Sudán.
Durante la guerra, Muzamel trabajó para garantizar el acceso a la salud de las sobrevivientes de violación, incluidos medicamentos para la prevención del VIH como laPrEP y anticonceptivos, y medios para evacuar. Después de su evacuación de Sudán, Muzamel continuó utilizando las redes sociales para establecer una red informal que incluía a profesionales de la salud y otros activistas, para garantizar que los medicamentos y recursos disponibles llegaran a los sobrevivientes. Muzamel afirmó que esto se complicaba porque las organizaciones de ayuda no podían llevar ayuda al país, así como porque muchos hospitales fueron bombardeados u ocupados, y pidió a la comunidad internacional que actuara en solidaridad con el pueblo sudanés para poner fin a la guerra. y construir una sociedad democrática.

### Muerte
Muzamel murió tras una breve enfermedad el 4 de febrero de 2024.

## Reconocimiento
En octubre de 2023, Muzamel recibió el Premio al Liderazgo Global Vital Voices de manos de Hillary Clinton en un evento en Washington D. C. en reconocimiento a su activismo.
En diciembre de 2023, The Guardian nombró a Muzamel como una de las personas más inspiradoras de 2023.